# Seulo
Seulo (Seùlu in sardo) è un comune italiano di 762 abitanti della provincia di Nuoro, che dà il nome alla regione della Barbagia di Seùlo, in Sardegna.
Il comune fa parte della XIII Comunità montana Sarcidano-Barbagia di Seùlo e del Distretto rurale montano del Gennargentu.

## Geografia fisica

### Territorio

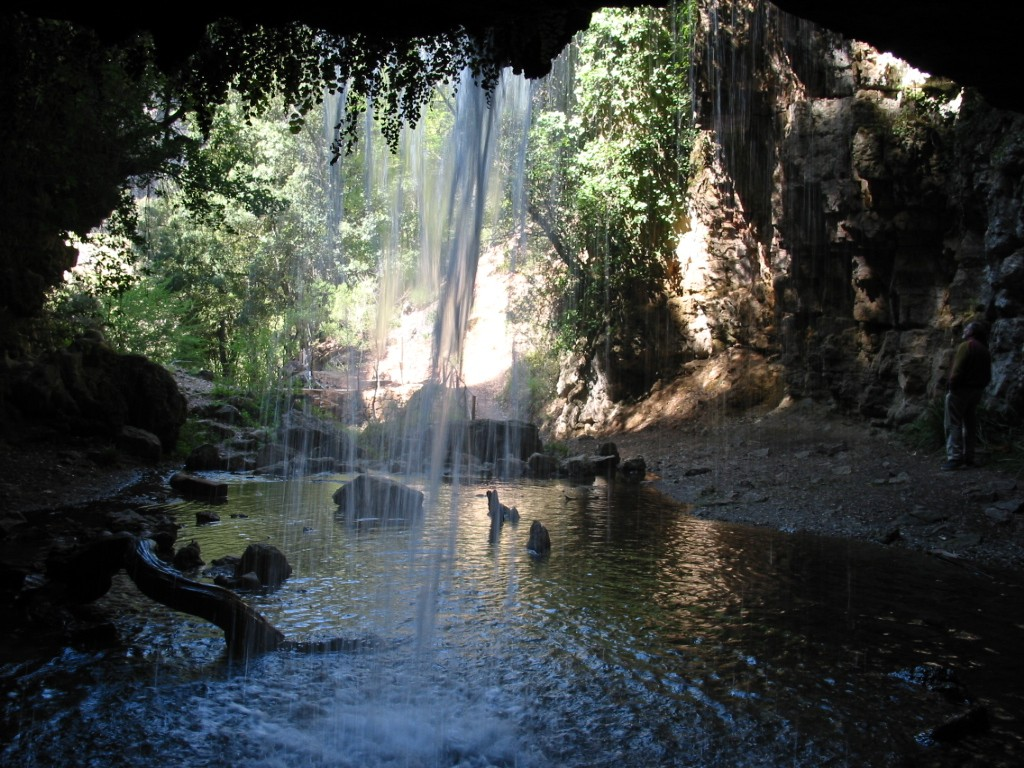
Su stampu 'e su turrunu

Seulo ha una superficie di 58,9 chilometri quadrati per una densità abitativa di 14,3 abitanti per chilometro quadrato. Il territorio del comune risulta compreso tra i 281 (Guado Selasi) e i 1.334 (Punta monte Perdedu) metri sul livello del mare. L'escursione altimetrica complessiva risulta essere pari a 1.053 metri. Morfologicamente appartiene al contrafforte del Gennargentu, diviso da questo dal fiume Flumendosa, che lo attraversa per 27 km lasciando dietro di se uno spettacolo davvero eccezionale. Questa orografia aspra e accidentata ha creato, lungo tutto il suo percorso, profonde gole, inghiottitoi e laghetti cristallini, frequenti rapide e cascatelle che conferiscono al paesaggio una ricchezza di forme ed ambienti naturali unici. Il territorio si presenta ricco di grotte che presentano al loro interno magnifiche stalattiti e stalagmiti. Sorgenti ricche di ottima acqua abbondano in tutto il territorio. Il nome Barbagia, derivante dall'antico uso romano di definire Barbari coloro che non parlavano la lingua latina, è un ampio territorio della Sardegna centrale caratterizzato da una scarsa antropizzazione. L'economia pastorale e la forestazione rappresentano alcune fra le più importanti risorse della zona, mentre il paesaggio appare caratterizzato dalla macchia mediterranea, un'area climatica fortemente contraddistinta dalla presenza di svariati tipi di alberi e di arbusti, con prevalenza di specie del genere Quercus (leccio e sughera), quelle del genere Phillyrea (ilatro e ilatro sottile), ed inoltre Arbutus unedo, cioè il corbezzolo, alcune specie del genere Juniperus (in particolare Ginepro rosso), ma anche tante erbe officinali con prevalenza di elicriso, lavanda, timo e rosmarino. La zona ospita anche una eterogenea colonia di specie animali selvatiche. La presenza del fiume Flumendosa, che segna il confine fra Monte Perdedu e la catena montuosa del Gennargentu, ha creato un territorio ricco di cavità e gole come "su Stampu 'e su turrunu" e la sorgente di "Piscina 'e Licona". Di notevole rilievo, dal punto di vista ambientale e paesaggistico, al confine con il territorio di Gadoni, si trova Sa Stiddiosa, un laghetto naturale lungo il fiume, caratterizzato da un'enorme parete di travertino ricoperta interamente di capelvenere, in cui gocciola dell'acqua formando delle concrezioni calcaree. 

## Storia

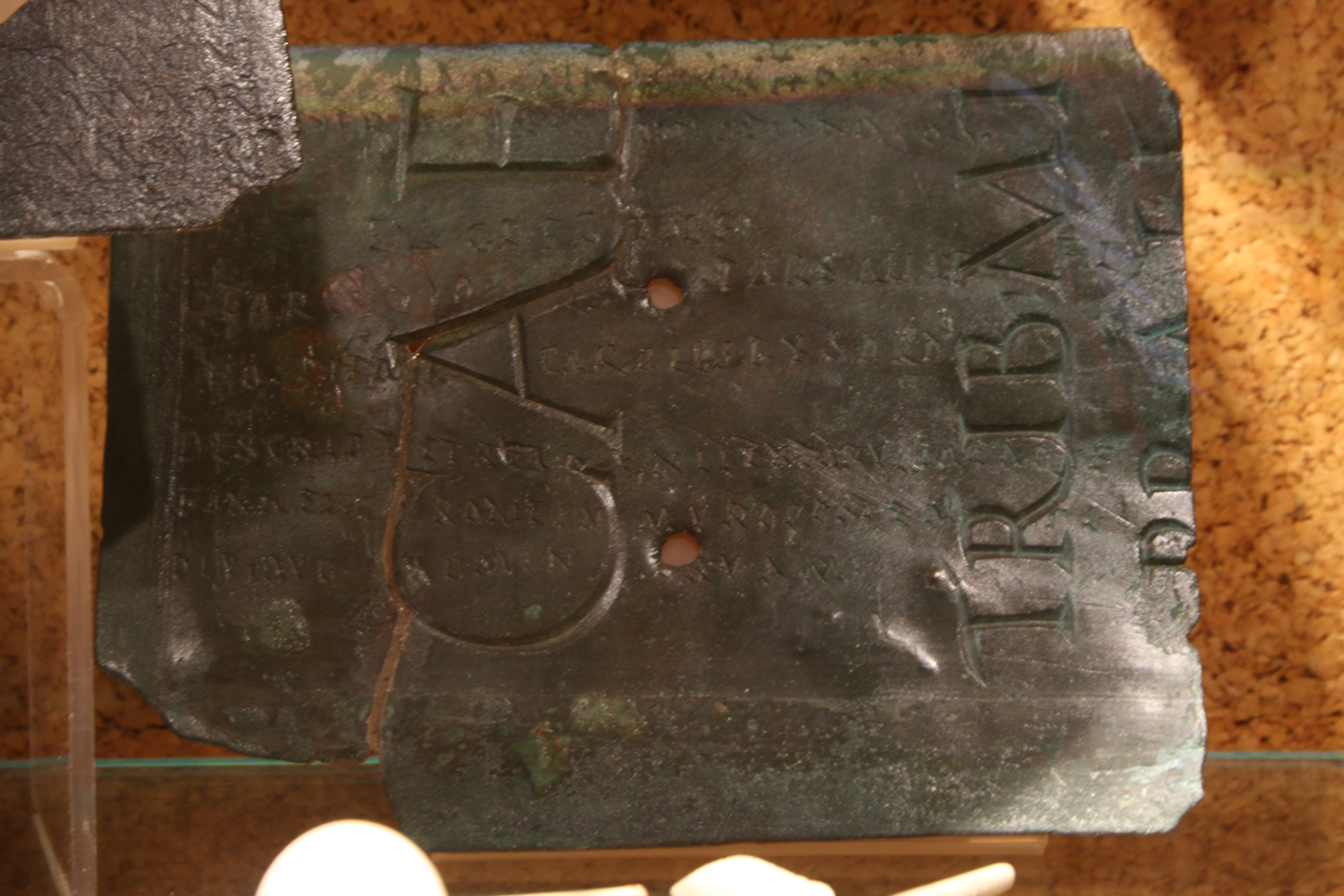
Diploma militare iscritto su tavoletta in bronzo. Foglio di congedo che veniva conferito ai soldati sardi dopo aver prestato servizio nell’esercito romano, da Seulo (museo archeologico nazionale di Cagliari)

L'area fu abitata sin dal periodo prenuragico e nuragico per la presenza nel territorio di alcune domus de janas e di alcuni nuraghi.
Nel medioevo appartenne al giudicato di Cagliari e fece parte della curatoria di Seulo, di cui fu capoluogo. Alla caduta del giudicato (1258) passò per breve tempo al giudicato di Gallura e in seguito sotto il diretto controllo della repubblica di Pisa.
Conquistato dagli Aragonesi nel 1324, fu dato in feudo a diverse famiglie, tra cui i Carroz conti di Quirra.
Nel 1604 fu incorporato nel ducato di Mandas, feudo prima dei Maza e poi dei Tellez-Giron di Alcantara, ai quali fu riscattato nel 1839 con la soppressione del sistema feudale.
Con Legge Regionale n. 10 del 13 ottobre 2003 il comune passò dalla provincia di Nuoro a quella di Cagliari, di cui fece parte fino alla successiva riforma del 2016.

### Simboli
Lo stemma e il gonfalone del Comune di Seulo sono stati concessi con decreto del presidente della Repubblica del 3 maggio 2010.
(D.P.R. 03.05.2010)
Il gonfalone è un drappo di giallo.

## Monumenti e luoghi d'interesse

### Architetture religiose
- Chiesa parrocchiale "B.V. Immacolata"
- Chiesa campestre "SS. Cosma e Damiano"
- Chiesa campestre "Santa Barbara"
- Chiesa San PIetro

### Siti archeologici

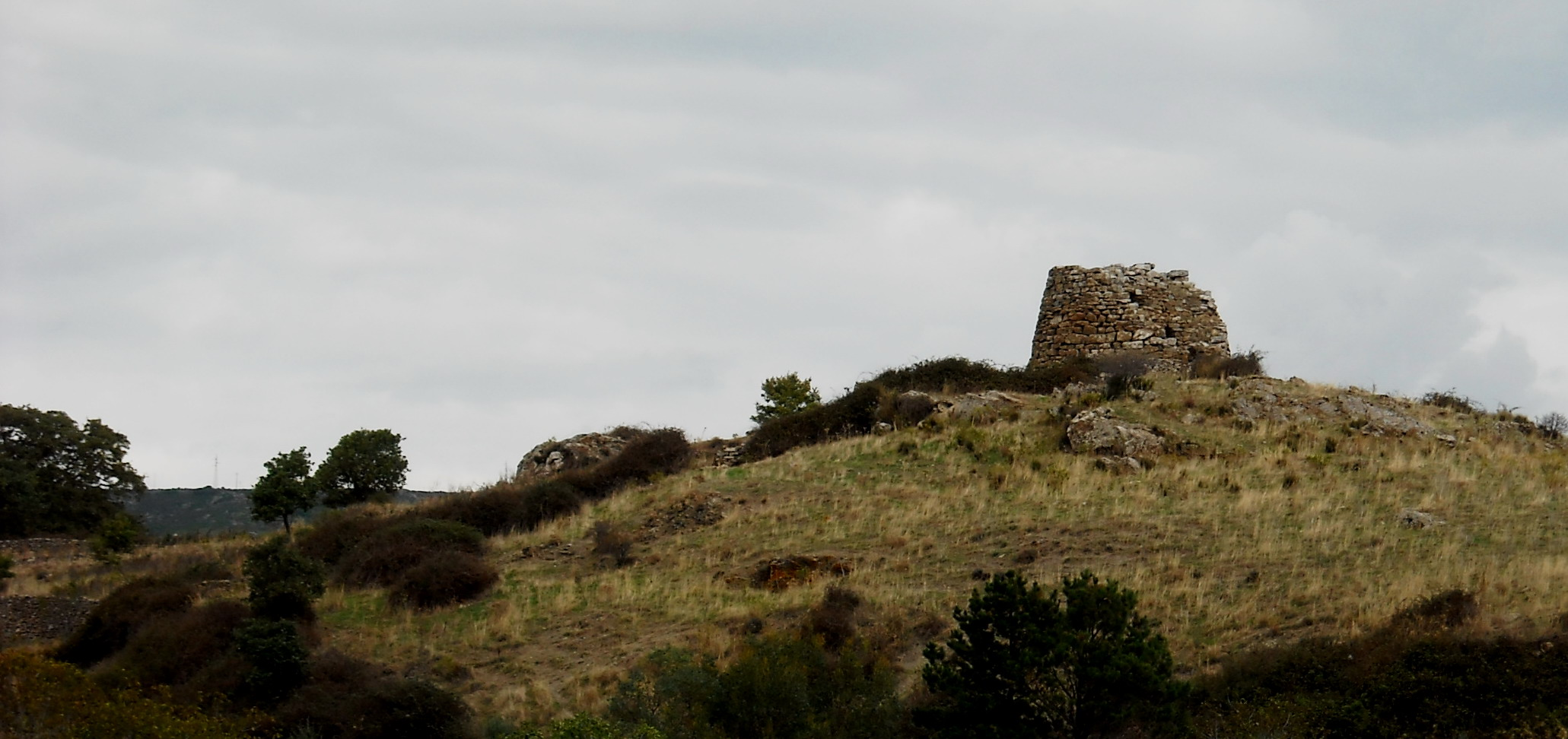
Il Nuraghe Pauli di Seulo

Il territorio di Seulo presenta numerosi siti di interesse archeologico, ed in particolare alcune grotte hanno destato l'attenzione internazionale e sono state oggetto di scavi archeologici da parte di un team di studiosi, coordinati dal professor Robin Skeates del Dipartimento di archeologia dell'Università di Durham (Inghilterra), in collaborazione con le università di Oxford (USA) e Adelaide (Australia), che ha portato alla luce numerosi reperti tra cui una testa di una dea madre e rare pitture rupestri. La maggior parte di questi ambienti ha un'età compresa tra il Neolitico e l'Età del Bronzo, tra i quattromila e i duemila anni prima di Cristo.
- Complesso archeologico di Taccu 'e Ticci
- Villaggio Nuragico "Taccu 'e Ticci"
- Nuraghe Taccu 'e Ticci
- Nuraghe "Su nuraxeddu"
- Nuraghe "Su nuraxi","Pauli" o "Nuraxi Mannu"
- Grotte "Domus 'e Janas"
- "Sa Ruta ‘e i Bitulleris"
- Villaggio pastorale

### Luoghi di interesse naturalistico
- Monumento naturale "Su stampu 'e su turrunu"
- Cascata "Sa Stiddiosa" (al confine con il comune di Gadoni)
- Piscina 'e licona
- Grotte "Domus 'e Janas"

## Società

### Evoluzione demografica

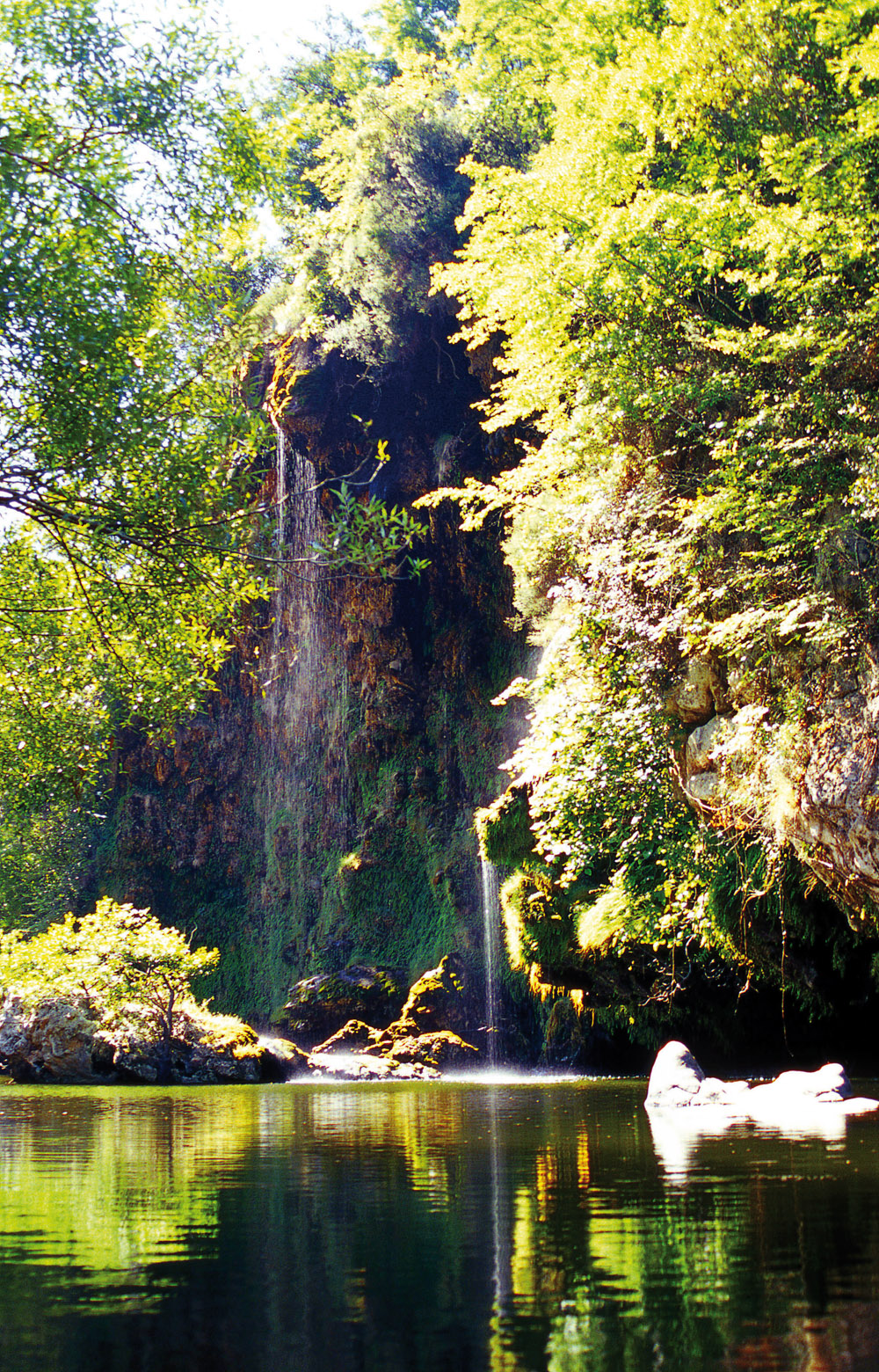
Sa Stiddiosa

Abitanti censiti

#### Zona blu della longevità
Seulo rientra nella zona blu, un'area demografica e/o geografica del mondo in cui le persone vivono più a lungo della media, in cui il comune è stato ufficialmente inserito a partire dal marzo 2016 dall'Osservatorio della Longevità. Dal 1996 al 2016 ha registrato in vent'anni altrettanti centenari risultando uno dei paesi con la maggiore longevità in proporzione alla popolazione. Dal 2016 al 2023 ha registrato un incremento del numero di centenari di 12 unità, portando il totale a 32 persone che hanno raggiunto il secolo di vita. 

### Lingue e dialetti
La variante del sardo parlata a Seulo è il campidanese barbaricino meridionale.

## Cultura

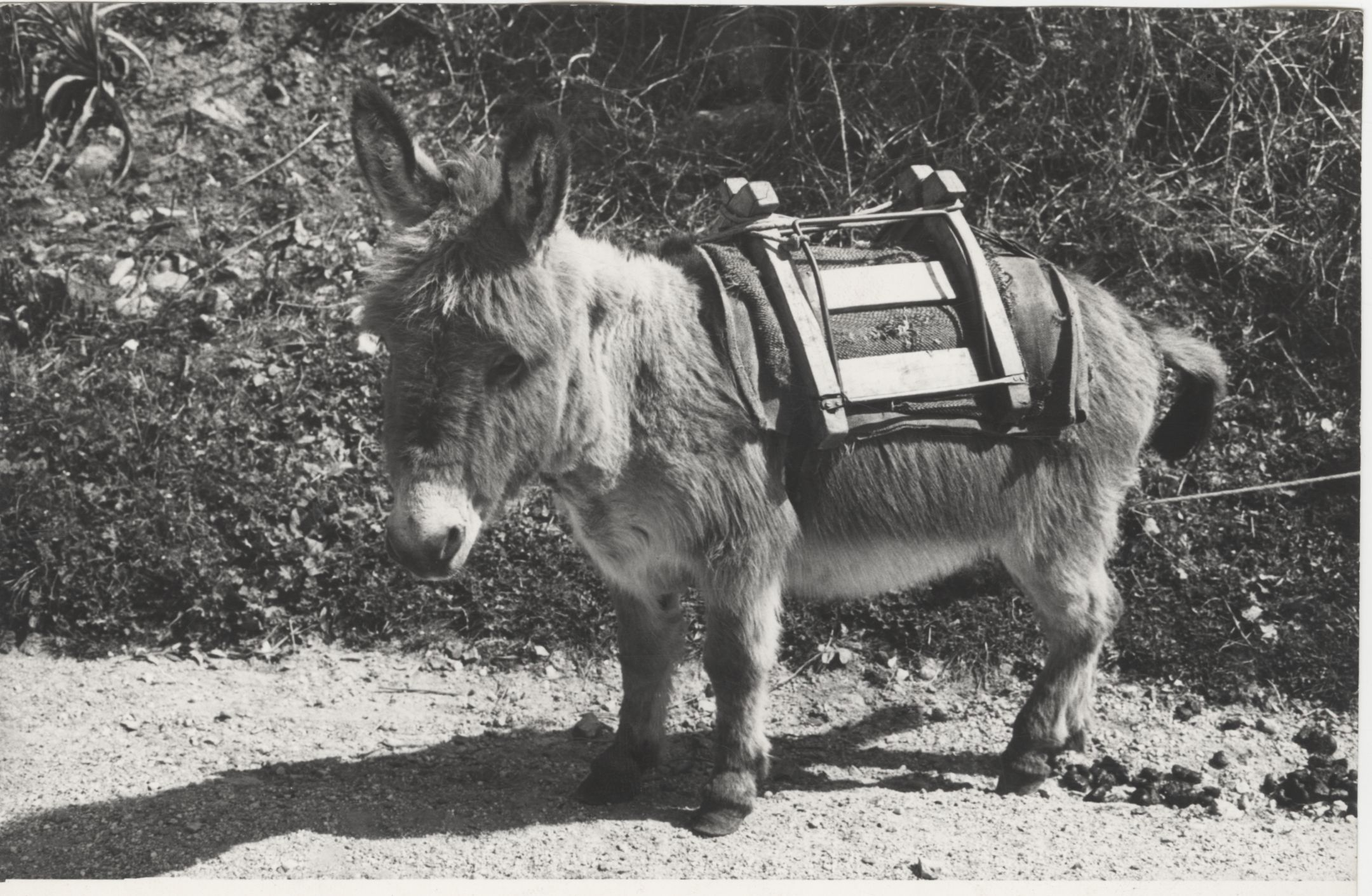
Asino con attrezzatura per il trasporto, fotografato a Seulo nel 1962

### Musei
Seulo ha dato i natali al primo Ecomuseo della Sardegna, avviando un discorso di rete con tutte le comunità locali limitrofe. Fa parte della Comunità Montana Sarcidano - Barbagia di Seulo e del Consorzio dei Laghi.
- Ecomuseo dell'Alto Flumendosa

### Cucina
Come in tutti i centri della Sardegna centrale, la cucina si basa soprattutto su antiche ricette tramandate da generazioni, che richiamano all'attività pastorale ed a una cucina povera. Una cucina, quella di queste zone, che richiama l'interesse di tanti studiosi alla ricerca del segreto della longevità. Seulo, oltre al classico porceddu, maialetto da latte cucinato arrosto, e a tutti i sottoprodotti del maiale, si differenzia per alcune peculiarità come i classici dolci tipici,  i "picchirittus" o i "pistoccus de nuxi", o i formaggi con le eccellenze di "su callu 'e crabittu" e "su casu in filixi". La produzione del vino, che prima rappresentava un'importante fonte dell'economia locale, ora si limita a ridotte estensioni di coltivazioni di vite soprattutto Cannonau, Monica e Niedda Carta.

### Eventi
Il 13 agosto di ogni anno si tiene la manifestazione di Andalas (in italiano "sentieri") e, ad aprile, la manifestazione di "S'Orrosa de Padenti". A luglio si svolge la sagra de "su casu in filixi", un particolare formaggio cagliato su uno strato di felci. Altri eventi importanti sono le feste popolari di "Santu Giuanni" a fine giugno e "Santu Cosumu" a fine settembre. 

## Amministrazione
| Periodo         | Periodo         | Primo cittadino         | Partito                                       | Carica  | Note |
| --------------- | --------------- | ----------------------- | --------------------------------------------- | ------- | ---- |
| 31 maggio 2015  | 26 ottobre 2020 | Enrico Salvatore Murgia | Lista civica "Seulo tradizione e innovazione" | Sindaco |      |
| 26 ottobre 2020 | in carica       | Enrico Salvatore Murgia | Lista civica "Seulo 2.0"                      | Sindaco |      |

## Sport

### Calcio
La squadra di calcio locale è denominata "Polisportiva Seulo 2010" e milita nel girone B sardo di Prima categoria.